# Apocorophium lacustre
Apocorophium lacustre is een vlokreeftensoort uit de familie van de Corophiidae. De wetenschappelijke naam van de soort is voor het eerst geldig gepubliceerd in 1911 door Vanhöffen.